# Sveinbjörn Beinteinsson

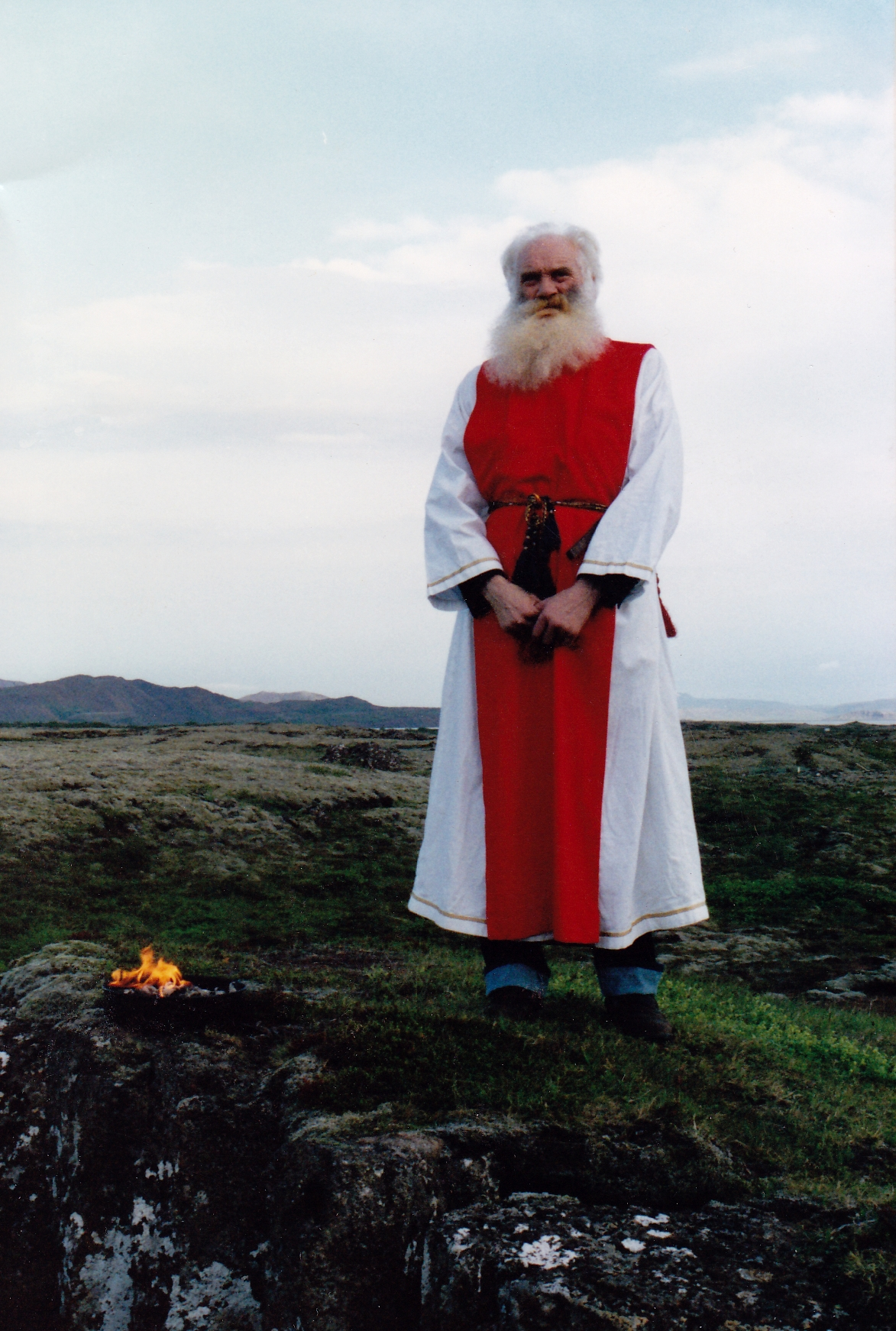
Sveinbjörn Beinteinsson, 1991

Sveinbjörn Beinteinsson (* 4. Juli 1924 in Grafardalur am Borgarfjörður; † 23. Dezember 1993) war ein Priester des Neuheidentums. Er spielte eine entscheidende Rolle für die staatliche Anerkennung des Ásatrúarfélagið als legitime Religion in Island 1973 und war darin bis 1993 der erste Hoch-Gode (Allsherjargóði). Darüber hinaus war er Herausgeber und Dichter von Rímur.
Sveinbjörn übte zeit seines Lebens entscheidenden Einfluss auf die moderne Ásatrú-Bewegung und heidnische Kreise aus, der über die Grenzen seines Landes bis auf das europäische Festland und in den USA reichte.
Neben seiner konzentrierten religiösen Tätigkeit war er auch politisch aktiv beteiligt an den Protesten gegen die Stationierung von Atomwaffen in Island durch die NATO.
Auf dem Musikalbum Live in Reykjavik der Industrial-Band Psychic TV und dem Album Edda von Current 93 ist Sveinbjörn mehrfach ausführlich zu hören.